# Delitto del bitter
Il delitto del bitter fu un caso di omicidio ai danni di Tranquillo Allevi commesso ad Arma di Taggia (Imperia) il 24 agosto 1962 con del bitter avvelenato con stricnina.

## Storia

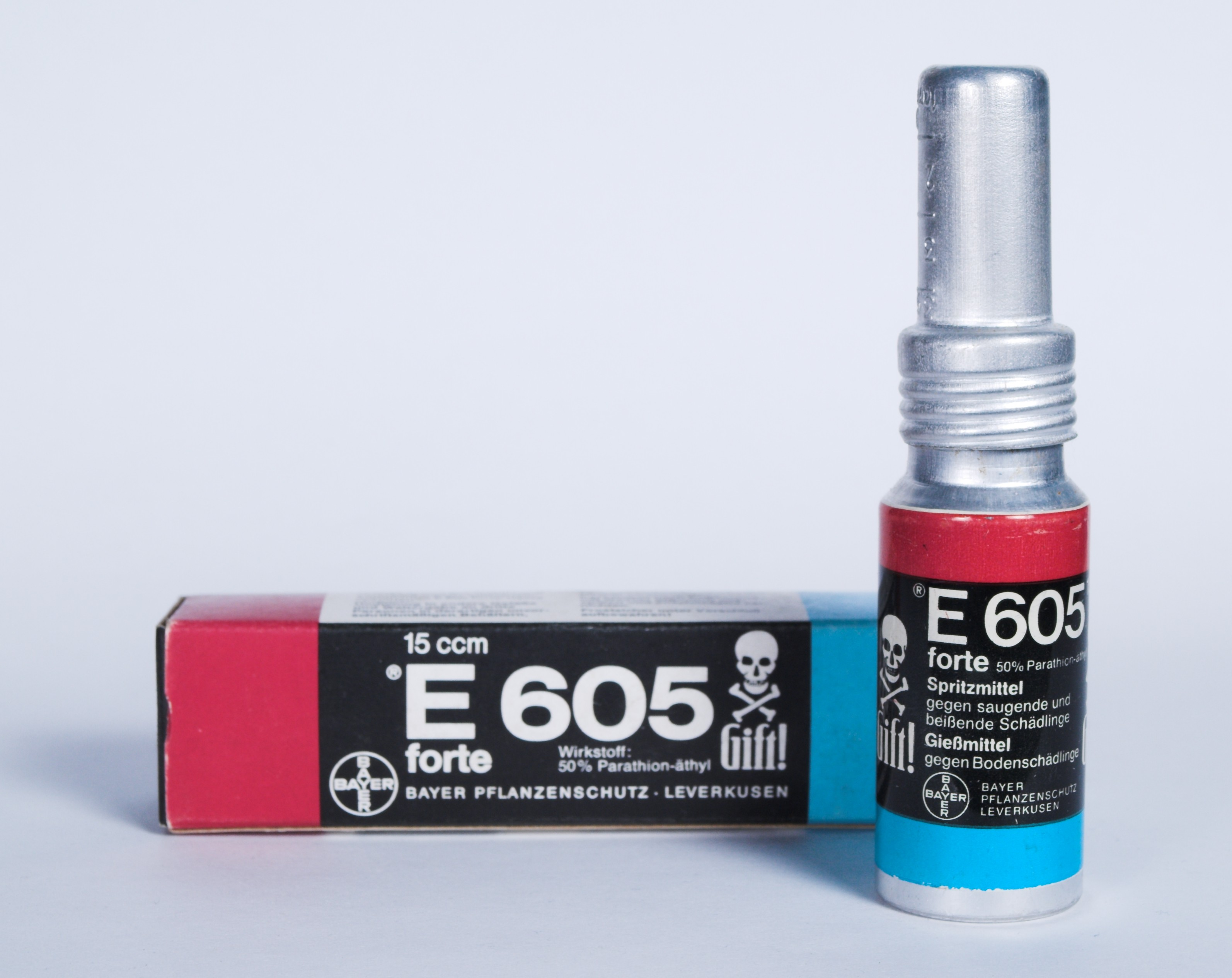
L'E 605 o Parathion utilizzato per avvelenare il bitter.

Tranquillo "Tino" Allevi era un grossista di Pavia, nato nel 1912, residente nella località di Arma di Taggia che rappresentava i produttori del latte della provincia di Novara in provincia di Imperia. Il 24 agosto 1962 ricevette un pacco anonimo spedito dall'ufficio postale della stazione di Milano Centrale con il solo numero di raccomandata del mittente (0359) contenente un bottiglia di bitter Sanpellegrino senza etichetta con un tappo di sughero diverso da quello originale in una confezione riutilizzata di biscotti contenente una lettera con scritto per il signor Tino Allevi: 
Il pacco era stato preso in consegna da sua moglie Renata Lualdi, casalinga - nata a Novara nel 1925 da una famiglia modesta - e l'Allevi lo portò nel suo magazzino in via della Stazione. Decise di assaggiare verso le 21 la bevanda assieme al suo collaboratore Isacco Allegranza e a un rappresentante di formaggi di passaggio, Arnaldo Paini e versò il contenuto nel bicchiere e lo trovò molto amaro e lo fece assaggiare in piccola quantità anche ai suoi ospiti. il signor Allegranza si recò poco dopo al vicino "bar Sport" e acquistò una bottiglia della stessa bevanda per fare un confronto ma al suo ritorno trovarono Allevi in preda alle convulsioni, in preda a dolori e quindi fermarono un'auto di passaggio e si fecero accompagnare alla clinica "Villa Spinola" di Bussana ove Allevi spirò alle 23 dello stesso giorno.

## Indagini

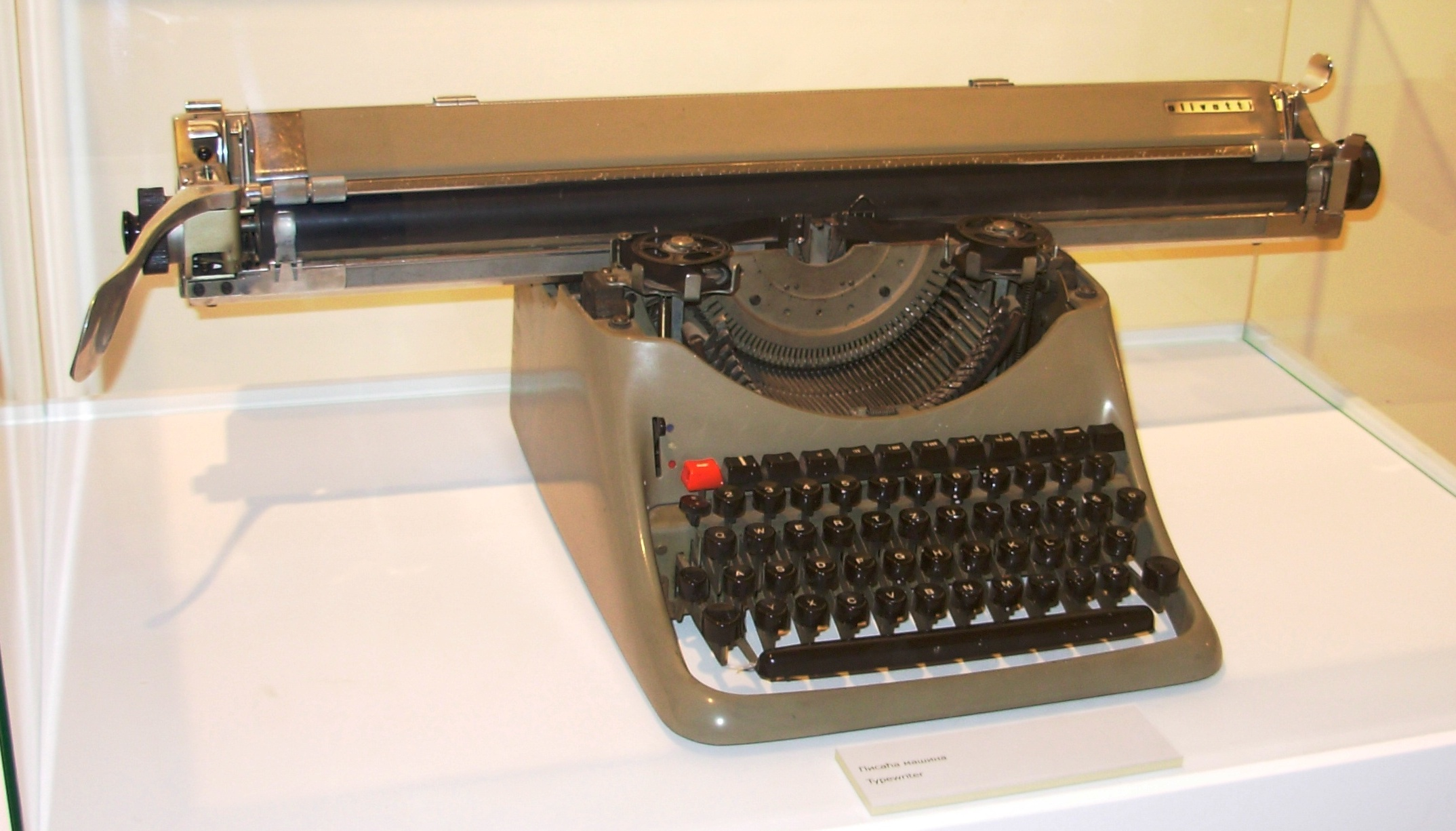
Una Lexikon 80 carrello lungo simile al modello utilizzato per scrivere la lettera di accompagnamento per il pacco.

L'Istituto di medicina legale di Genova dopo l'analisi tossicologica del residuo della bibita e l'analisi dei campioni prelevati il 28 agosto dopo l'autopsia rilevò che il veleno utilizzato fu un anticrittogamico (l'E 605 o Parathion) utilizzato nelle coltivazioni dei garofani. L'autopsia venne eseguita a Genova presso "Villa Spinola". 
Le indagini furono affidate al procuratore della Repubblica di Sanremo Boetti. La sera stessa nella caserma dei Carabinieri di Arma di Taggia venne interrogata per sei ore Renata Lualdi, moglie della vittima, che indicò come colpevole il suo amante, Renzo Ferrari, veterinario e vicesindaco di Barengo (NO). I periti scoprirono che la lettera era stata scritta con una macchina da scrivere Olivetti Lexikon 80 a carrello lungo utilizzata nel municipio del paese. Ferrari era anche debitore nei confronti dell'Allevi. Il 6 settembre il veterinario venne arrestato, dopo che gli inquirenti avevano scoperto che egli aveva acquistato sei fiale di veleno in una farmacia di Momo.

## Processo
Il 28 febbraio 1964 cominciò a Imperia il processo di primo grado presso la Corte d'Assise d'Imperia e si concluse il 15 maggio con la condanna per il Ferrari a trent'anni di carcere e al risarcimento dei danni al socio e ai due figli dell'Allevi. Il 21 dicembre 1965 dalla Corte d'Assise d'Appello di Genova venne riformata la sentenza di primo grado con la condanna all'ergastolo . La Corte suprema di cassazione respinse il ricorso del Ferrari e confermò la condanna il 17 ottobre 1967. 
Renzo Ferrari scontò 24 anni di carcere prima nell'isola di Pianosa poi nel carcere di Parma, proclamandosi sempre innocente. Nel 1986 ottenne la grazia dal presidente della Repubblica Francesco Cossiga e tornò a vivere a Barengo come pensionato, dove morì due anni dopo a causa di un ictus.
È sepolto nel cimitero del paese, vicino alla madre Teodolinda Massazza che lo difese sempre.
Si interessò al processo anche Oriana Fallaci.